# Baștîne, Petrove
Baștîne (în ucraineană Баштине) este un sat în comuna Cervonokosteantînivka din raionul Petrove, regiunea Kirovohrad, Ucraina.

## Demografie
Componența lingvistică a localității Baștîne
     Ucraineană (96,52%)
     Rusă (3,48%)
Conform recensământului din 2001, majoritatea populației localității Baștîne era vorbitoare de ucraineană (96,52%), existând în minoritate și vorbitori de rusă (3,48%).